# Pestanya
|  | Per a altres significats, vegeu «Pestanya (informàtica)». |

Les pestanyes o pastanyes (forma del català occidental i etimològica) són cadascun dels pèls que hi ha en les vores de les parpelles per a defensa dels ulls.
Ajuden a protegir l'ull de cossos estranys procedents de l'exterior i són altament sensibles al tacte: qualsevol contacte amb elles desencadena un moviment reflex que tanca instantàniament les parpelles.
El nombre de pestanyes és més alt en la parpella superior (que posseeix al voltant de 100) que en l'inferior.
En l'embrió es desenvolupen entre la setena i vuitena setmana. Les pestanyes creixen novament si cauen o arrenquen. Triguen aproximadament entre set i vuit setmanes a créixer de nou.
Els fol·licles pilosos de les pestanyes s'associen amb un tipus de glàndules conegudes com a glàndules de Zeiss i glàndules de Moll. La infecció de qualsevol d'aquestes glàndules produeix una malaltia coneguda com a mussol.
Quan les pestanyes creixen de forma anormal, corbant-se cap a la còrnia, es produeix una malaltia ocular coneguda com a triquiasi que pot ocasionar irritació crònica de la conjuntiva i la còrnia.